# 匡蘭兆
匡蘭兆（？—1653年），字楚畹，号沣江。山東膠州（今山東省膠州市）人。清朝初年政治人物。

## 生平
顺治二年（1645年）乙酉科举人，順治三年（1646年）丙戌科進士，任貴州道試監察御史，次年巡按直隸、漕运。實授貴州道監察御史。順治六年（1649年），任浙江巡按御史。
順治十年（1653年），匡蘭兆巡按期滿，回京述職，順道回鄉。八月二十七日，總兵海時行叛亂，脅迫匡蘭兆屈從，匡蘭兆與父親匡如檟破口罵敵遇害。

## 舊跡
膠州嘉树园。